# Српско народно вијеће
Српско народно вијеће (скраћено: СНВ) је изабрано политичко, саветодавно и координативно тело које делује као самоуправа Срба у Републици Хрватској у стварима у које припадају питања њихових неотуђивих људских, грађанских и националних права, те у питањима њихова идентитета, њихове партиципације и интеграције у хрватско друштво.
Пун назив гласи: Српско народно вијеће - Национална координација вијећа српске националне мањине у Републици Хрватској.

## Оснивање и статус
Српско народно вијеће је основано на основу Ердутског споразума, који Србима гарантује локалну мањинску самоуправу, те посебно тачке 9. "Писма Владе Републике Хрватске о довршењу мирне реинтеграције подручја под прелазном управом" - као вијеће српске етничке заједнице у Хрватској, односно као институција мањинске, етничке самоуправе Срба у Хрватској и Уставног закона о правима националних мањина у Републици Хрватској."
Вијеће је основано и на основу вишевековне традиције српске самоуправе која сеже у времена првих црквено-народних сабора, преко законодавних и политичких аката којима се регулисао положај Срба у Хрватској током 18. и 19. века, до докумената Земаљског антифашистичког већа.
Конститутивна сједница Вијећа одржана је 19. јула 1997. године у Загребу на иницијативу Савеза српских организација и његових чланица: Српског културног друштва Просвјета, Српског демократског форума, Заједнице Срба Ријеке, Заједнице Срба Истре те Заједничког већа општина источне Славоније, Барање и западног Срема. Осим иницијатора оснивања, чланови оснивачи били су и Самостална демократска српска странка, Барањски демократски форум, Удружење избјеглих и прогнаних Срба из Хрватске, представници дијела црквених општина Српске православне цркве, саборски заступници српске националности и угледни појединци. Оснивање Вијећа нису подржале Српска народна странка и Заједница Срба Хрватске.
Вијеће је утемељено на вредностима демократије, цивилног друштва, толеранције, мултикултуралности и интеркултуралности, и као такво се противи било којим врстама етничке, верске или политичке искључивости којима се угрожава толеранција разлика, нарушава признавање различитих идентитета и њихово интегрисање у целину националне културе.

## Прва деценија
Првих десет година Српског народног вијећа испуњено је доиста бројним иницијативама, акцијама и делатностима међу који се издвајају:
- Мирна реинтеграција источне Славоније, Барање и западног Срема постигнута је заједно са СДСС-ом и Заједничким већем општина
- Обнова ратом и националистичком расном политиком нарушеног поверења између Хрвата и Срба и повратак избјеглица те борба за њихова основна права
- Покретање листа "Новости"
- Учешће у изради Уставног закона о правима националних мањина и борба за његову примену
- Организовање и повезивање Срба у Хрватској те координација рада њихових организација
- Учешће у изради међудржавног споразума о правима националних мањина који је постигнут између Републике Хрватске и Републике Србије
- Међународна афирмација Срба у Републици Хрватској посредством међународних организација
- Иницирање обиљежавања 150-те годишњице рођења Николе Тесле и учешће у обележавању те годишњице, те партиципација у подизању споменика Николи Тесли у Госпићу и Загребу
- Формирање „Архива Срба у Републици Хрватској“
- Доношење одлуке о застави и химни Срба у Републици Хрватској
- Солидарна и равноправна сарадња са другим народима с подручја бивше Југославије и с другим националним мањинама у Републици Хрватској као и с Хрватима у Републици Србији.

## Мајска скупштина
Велика скупштина СНВ-а одржана је 31. маја 2008. године у Загребу на којој је учествовало 1.682 већника из целе Хрватске, представника општинских, градских и жупанијских већа српске мањине и организација које окупљају Србе из Хрватске. Највећи скуп у самосталној Хрватској изабраних представника Срба у Хрватској одржао се поводом 160. година од Мајске скупштине у Сремским Карловцима и 160. годишњице устоличења патријарха Јосифа Рајачића.

## Одељења
Архив Срба у Републици Хрватској основан је у новембру 2006. године као одељење који се бави прикупљањем грађе која је везана за историју Срба у Хрватској. Архив прикупља документе, аудио-визуелне и дигиталне записе, те фотографије од посебног значаја за културно-историјску баштину.
Центар за развој и инвестиције установљен је у лето 2006. године као израз потребе и препознавања проблема са подручја од посебне државне бриге, односно повратничке популације. Веће је донијело одлуку о формирању Центра на својој скупштини 2006. године са циљем да досадашњу делатност усмерену на статусна питања српске заједнице, повратак избјеглих и њихова реинтеграцију те издавачко информативну дјелатност прошири на подручје економије односно питања економске одрживости и развоја повратника и српске заједнице у цјелини са тежиштем на подручје од посебне државне бриге.
Између осталих делатности Веће се бави и издаваштвом. Поред недељника „Новости“ Веће је до сада издао неколико публикација и издања. Сваке године Веће приређује свој календар,

## Веће српске националне мањине
Први избори за већа проведени су 18. маја 2003. године. Други избори за већа проведени су 17. јуна 2007. године. Трећи избори за већа проведени су 10. јула 2011. године.
Српско народно вијеће као национална координација већа српске националне мањине у Републици Хрватској поред председника чини и председништво. Председништво чине председници жупанијских већа изабрани на мањинским изборима.
|     | Назив жупаније         | Председник 2003—2007 | Председник 2007—2011   | Актуелни председник    |
| --- | ---------------------- | -------------------- | ---------------------- | ---------------------- |
| 1.  | Загребачка             | Драгица Кнез         | Драгољуб Гератовић     | Ђуро Затезало          |
| 2.  | Крапинско-загорска     | нема представника    | нема представника      | нема представника      |
| 3.  | Сисачко-мославачка     | Милан Лончар         | Никола Сужњевић        | Никола Арбутина        |
| 4.  | Карловачка             | Ђуро Затезало        | Раде Косановић         | Раде Косановић         |
| 5.  | Вараждинска            | Драган Дашић         | Драган Дашић           | Милан Мирчетић         |
| 6.  | Копривничко-крижевачка | Жарко Ченић          | Вељко Мандић           | Бранко Дуликравић      |
| 7.  | Бјеловарско-билогорска | Ненад Влаховић       | Ненад Влаховић         | Дарко Кекановић        |
| 8.  | Приморско-горанска     | Бранко Врцељ         | Бранко Врцељ           | Милан Ераковић         |
| 9.  | Личко-сењска           | Милорад Делић        | Драган Ђевић           | Илија Обрадовић        |
| 10. | Вировитичко-подравска  | Станиша Жарковић     | Станиша Жарковић       | Игор Павковић          |
| 11. | Пожешко-славонска      | Милан Мирић          | Дарко Дерењ            | Мирослав Грозданић     |
| 12. | Бродско-посавска       | Анђелко Рудеш        | Славко Чича            | Славко Чича            |
| 13. | Задарска               | Веселко Чакић        | Веселко Чакић          | Милан Милић            |
| 14. | Осјечко-барањска       | Јован Јелић          | Станислав Вукосављевић | Станислав Вукосављевић |
| 15. | Шибенско-книнска       | Ратко Гајица         | Петар Пашић            | Мирко Рашковић         |
| 16. | Вуковарско-сријемска   | Јован Ајдуковић      | Миодраг Недељковић     | Миодраг Недељковић     |
| 17. | Сплитско-далматинска   | Момчило Русић        | Момчило Русић          | Марко Томашевић        |
| 18. | Истарска               | Жарко Чортан         | Радомир Јанковић       | Милан Рашула           |
| 19. | Дубровачко-неретванска | нема представника    | Милорад Вукановић      | Милорад Вукановић      |
| 20. | Међимурска             | нема представника    | Зорица Лаих            | Зорица Лаих            |
| 21. | Град Загреб            | Давид Д. Орловић     | Александар Милошевић   | Александар Милошевић   |

## Додела награда и признања
Веће сваке године на Божићном пријему додељује следеће награде (повеља и медаља):
- Награда Светозар Прибићевић - за допринос унапређењу односа између Хрвата и Срба.
- Награда Никола Тесла - за допринос развоју српске заједнице у Републици Хрватској.
- Награда Гојко Николиш - за афирмацију антифашизма.
- Награда Дијана Будисављевић - за преданост хуманости.

### Списак добитника награда
| Година | Добитници Награде Светозар Прибићевић |       |
| ------ | ------------------------------------- | ----- |
| 2008.  | Зоран Пусић                           |       |
| 2009.  | Драго Хедл                            | [ 4 ] |
| 2010.  | Игор Мандић                           | [ 5 ] |
| 2011.  | Весна Шкаре Ожболт и Иван Вркић       | [ 6 ] |
| 2012.  | Иво Јосиповић и Борис Тадић           | [ 7 ] |
| 2013.  | Јосип Рајхл-Кир1                      | [ 8 ] |
| 2014.  | Милка Кучековић                       | [ 9 ] |

| Година | Добитници Награде Никола Тесла    |       |
| ------ | --------------------------------- | ----- |
| 2009.  | Дамир Кајин                       | [ 4 ] |
| 2010.  | Јован Мирић                       | [ 5 ] |
| 2011.  | Војислав Станимировић             | [ 6 ] |
| 2012.  | Слободан Узелац и Милош Војновић1 | [ 7 ] |
| 2013.  | Татјана Мусић-Олујић              | [ 8 ] |
| 2014.  | Наташа Десница Жерјавић           | [ 9 ] |

| Година | Добитници Награде Гојко Николиш |       |
| ------ | ------------------------------- | ----- |
| 2009.  | Ђуро Затезало                   | [ 4 ] |
| 2010.  | Славко Голдштајн                | [ 5 ] |
| 2011.  | Никола Висковић                 | [ 6 ] |
| 2012.  | Јосип Бољковац и Раде Булат     | [ 7 ] |
| 2013.  | Стјепан Месић                   | [ 8 ] |
| 2014.  | Иван Фумић                      | [ 9 ] |

| Година | Добитници Награде Дијана Будисављевић |       |
| ------ | ------------------------------------- | ----- |
| 2011.  | Весна Тершелић                        | [ 6 ] |
| 2012.  | Даринка Јањанин1                      | [ 7 ] |
| 2013.  | Мирјана Гало                          | [ 8 ] |
| 2014.  | Тончи Мајић                           | [ 9 ] |

1 Милош Војновић, Даринка Јањанин и Јосип Рајхл-Кир награде су добили постхумно.